# Jacques Le Carpentier
 (août 2021).
Pour les articles homonymes, voir Le Carpentier.
Jacques Le Carpentier est un acteur et écrivain français né le 21 mars 1944 à Rouen.

## Biographie
Il suit un enseignement au Conservatoire national supérieur d'art dramatique à Paris, de 1965 à 1968 (promotion de 1969) où il reçoit le deuxième prix de comédie moderne ainsi que le premier accessit de comédie classique et de tragédie. Au même moment, il suit également un stage à la Comédie-Française de 1965 à 1967.
En 1971, son interprétation du Duc de Guise dans la mini-série La Dame de Monsoreau, marque le début de sa carrière à la télévision et constitue un rôle important de sa carrière d'acteur.
En 1989, il incarne le personnage de Markovitch, un dompteur de fauves antagoniste du film Roselyne et les Lions de Jean-Jacques Beineix. Afin de pouvoir parfaire son rôle, il a au préalable été initié au domptage.
Deux ans plus tard, il interprète l'un des plus grands rôles de sa carrière dans le téléfilm L'Enfant des loups en incarnant le gaulois Romulf.
Bien qu'il ait eu majoritairement des petits rôles au Cinéma comme à la Télévision, sa filmographie compte néanmoins plus d'une quarantaine d'interprétations (Cinéma et Télévision confondus).
Mais c'est surtout au théâtre qu'il a eu ses plus grands rôles tout au long de ses 50 ans de carrière.
Ainsi, plus récemment, il a incarné le personnage de Pétain dans la pièce de théâtre De Gaulle-Pétain, la confrontation (Théâtre des Mathurins 2012-2013) où sa performance a été largement saluée par la critique. Il s'est ensuite consacré principalement à l'écriture.

## Filmographie partielle

### Cinéma
- 1977 : Le prince et le Pauvre de Richard Fleischer : Le muet
- 1978 : Perceval le Gallois d'Éric Rohmer : L'Orgueilleux de la Lande
- 1985 : La Baston de Jean-Claude Missiaen
- 1986 : Le Soulier de satin de Manoel de Oliveira : Don Ramire
- 1989 : Roselyne et les Lions de Jean-Jacques Beineix : Markovitch
- 1989 : Sans défense de Michel Nerval
- 1990 : Feu sur le candidat d'Agnès Delarive : Le camionneur
- 1992 : Le Coup suprême de Jean-Pierre Sentier : L'exhibitionniste
- 1993 : Justinien Trouvé ou le Bâtard de Dieu de Christian Fechner
- 1994 : Le Mangeur de lune de Dai Sijie : Emile
- 1995 : Daisy et Mona de Claude d'Anna : Milou Dujardin
- 1996 : Zone franche de Paul Vecchiali : Emile Grosset
- 1997 : Arlette de Claude Zidi : Le routier géant
- 1997 : Portraits chinois de Martine Dugowson : Le père de Lise
- 1997 : L'Homme idéal de Xavier Gélin : Le routier
- 1999 : Tout baigne ! d'Éric Civanyan : Le capitaine des pompiers
- 2000 : Une pour toutes de Claude Lelouch
- 2000 : La Taule d'Alain Robak : Le musculo
- 2001 : Origine contrôlée d'Ahmed Bouchaala et Zakia Tahri
- 2003 : Grand Ciel (court métrage) de Noël Alpi : Le chef de chantier
- 2016 : Joséphine s'arrondit de Marilou Berry : Le type de la montgolfière

### Télévision
- 1971 : La Dame de Monsoreau (mini-série) de Claude Brûlé : Le duc de Guise
- 1973 : L'Inconnue de la Seine, téléfilm d'Olivier Ricard : Jean Vermandat
- 1973 : Ma femme et l'enfant, téléfilm Gérard Gozlan : Pierre
- 1977 : D'Artagnan amoureux (mini-série) de Yannick Andréi : Porthos
- 1977 : Un crime de notre temps, téléfilm de Gabriel Axel : L'inspecteur Dumoulin
- 1978 : Quand flambait le bocage, téléfilm de Claude-Jean Bonnardot : Hoche
- 1989 : Riot Gun, téléfilm de Philippe Triboit : Vial
- 1991 : L'Enfant des loups, téléfilm en 3 épisodes de Philippe Monnier : Romulf
- 1991 : Nestor Burma – épisode : Pas de bavards à la Muette de Henri Helman : Le patron de la boîte de jazz
- 1992 : Puissance 4 – épisode : Vieux gamins de Paul Planchon
- 1993 : Un commissaire à Rome – épisode : Una macchia di the de Luca Manfredi : Roberto Mancini
- 1994 : La Rage au cœur, téléfilm de Robin Davis : Le camionneur
- 1994 : Police Secrets – épisode : La Bavure d'Alain Tasma : Cantona
- 1994 : Extrême Limite – épisode : Sunset Twist de Bernard Dubois : Bob Ewans
- 1995 : Facteur VIII, téléfilm d'Alain Tasma : Le directeur de la piscine
- 1997 : C'est l'homme de ma vie, téléfilm de Pierre Lary : Le SDF musicien
- 1997 : Jamais 2 sans toi...t – épisode : Le retour des bikers de Philippe Roussel : Marlon
- 2000 : Roule Routier, téléfilm de Marion Sarraut : Pierre Delmas
- 2003-2004 : Frank Riva (série télévisée) de Philippe Setbon : Thomas Chauveau
- 2008 : Duval et Moretti – épisode : Les absents ont toujours tort de Denis Amar : Le grand-père de Duval
- 2008 : Nicolas Le Floch – épisode : L'Homme au ventre de plomb d'Edwin Baily : Rabouine

## Théâtre
- 1973 : La Jalousie du Barbouillé de Molière, mise en scène de Christian Grau-Stef, Hôtel de Béthune-Sully
- 1980 : Le Bossu de Paul Féval, mise en scène de Michel Le Royer, Cirque d'hiver Bouglione
- 1980 : Sodome et Gomorrhe de Jean Giraudoux, mise en scène de Jean-François Prévand, Théâtre de la Madeleine
- 1984 : L'Idiot de Dostoïevski, mise en scène de Jean-Louis Thamin, Théâtre national de Nice
- 1985 : Androclès et le lion de George Bernard Shaw, mise en scène de Jacques Mauclair, Théâtre du Marais
- 1985 : Le Royaume de Dieu, écriture et mise en scène de François Ducaud-Bourget, Théâtre Tristan-Bernard
- 1987-1988 : Bréviaire d'amour d'un haltérophile de Fernando Arrabal mise en scène de Saskia Cohen-Tanugi, Odéon – Théâtre de l'Europe
- 1987-1988 : Le Gouverneur sans âme, d'après Patrick Reumaux, adaptation et mise en scène de Patricia Giros, Nouveau Théâtre de Montreuil, Théâtre Gérard-Philipe
- 1988 : L'Inconvenant, écriture et mise en scène de Gildas Bourdet, Théâtre national de la Colline
- 1989-1991 : Les Fausses Confidences de Marivaux, mise en scène de Gildas Bourdet, Théâtre de Lille, Maison des arts et de la culture de Créteil, Théâtre de La Criée
- 1991-1992 : Volpone de Ben Jonson, mise en scène de Robert Fortune, Théâtre de la Porte-Saint-Martin, tournée
- 1995 : La Mort d'Auguste de Romain Weingarten, mise en scène de Gildas Bourdet, Théâtre de La Criée, tournée
- 1996 : Monsieur de Saint Futile de Françoise Dorin, mise en scène de Jean-Luc Moreau, Théâtre des Bouffes-Parisiens, tournée
- 2012-2013 : De Gaulle-Pétain, la confrontation, écriture et mise en scène de Alain Houpillart, Théâtre des Mathurins

## Publications
- Les Chants de Thanatos, Les Éditions Du Net, 2015  (ISBN 9782312024929)
- Mayer Amschel Rothschild – Le Rebelle , Len Éditions, 2017  (ISBN 9782411000381)

Le 21 décembre 2015 est la date de publication de son tout premier roman, s'intitulant Les Chants de Thanatos. Le 2 septembre 2017, il publie un second roman du nom de Mayer Amschel Rothschild – Le Rebelle, retraçant la vie du célèbre banquier Mayer Amschel Rothschild.